# Бауэр-Пилецка, Ольга
Ольга Бауэр-Пилецка (нем. Olga Bauer-Pilecka, урождённая фон Пилецка; 14 февраля 1887, Рава-Русская — 2 июля 1941, Вена) — австрийская оперная певица (меццо-сопрано) и издатель. Жена Бернхарда Бауэра (с 1913 года).
Родилась в польской дворянской семье. Выросла во Львове, с 12 лет пела в хоре. В 1904 году начала профессионально учиться вокалу в Вене у Розы Папир, в 1912 году окончила Венскую академию музыки и дебютировала в Дортмундской опере. С 1915 года пела в Вене, в 1917—1928 гг. солистка Венской государственной оперы (основные партии: Кармен в одноимённой опере Жоржа Бизе, Амнерис в «Аиде» и Ульрика в «Бале-маскараде» Джузеппе Верди, Брангена в «Тристане и Изольде», Фрика в «Золоте Рейна» и Эрда в «Зигфриде» Рихарда Вагнера, князь Орловский в «Летучей мыши» Иоганна Штрауса). Гастролировала в Праге, Варшаве, Амстердаме, Зальцбурге. Сотрудничала с Арнольдом Шёнбергом, в 1920 году исполнила премьеру его Двух баллад Op. 12 (партия фортепиано Эрнст Бахрих). С 1924 г. много выступала по Венскому радио.
В 1927 году выступила соучредительницей издательства Fiba-Verlag, годом позже, выйдя на пенсию в оперном театре, стала единоличной собственницей и руководительницей издательства. Выпускала разнообразные путеводители, пособия по игре в бридж, художественную литературу. Ряд книг издательства был посвящён (в позитивном ключе) еврейской теме — в частности, в Fiba-Verlag вышло первое издание известной биографии Теодора Герцля, написанной Алексом Бейном. Возможно, именно с этим связано то, что после Аншлюса издательство столкнулось со значительными трудностями и вскоре закрылось.